# Philippe Cavoret
Philippe Cavoret (* 11. Januar 1968 in Aix-les-Bains) ist ein ehemaliger französischer Skeletonfahrer.
Philippe Cavoret begann 1992 mit dem Skeletonsport und wurde von J. Simian trainiert. Der Wasserski-Lehrer lebt heute in Aix-les-Bains. Seit Mitte der 1990er Jahre ist Cavoret international unterwegs. An seiner ersten Weltmeisterschaft nahm er 1994 in Altenberg teil und belegte den 32. Platz. Im März 1995 gewann er als 24. in Lillehammer erstmals Skeleton-Weltcup-Punkte. Erstmals unter die besten Zehn kam er im Dezember 1997 als achter in La Plagne. 2002 startete er erstmals bei den Olympischen Winterspielen, wo erstmals seit 1948 wieder Wettbewerbe im Skeletonsport ausgetragen wurden. In Salt Lake City belegte er den 17. Platz. Im Februar 2003 gewann er in Altenberg seinen einzigen Weltcup. Cavorets bestes Ergebnis bei einer Weltmeisterschaft erreichte er 2003 in Nagano als Siebter. Einen Platz besser war er bei der Europameisterschaft 2004 in Altenberg, 2005 an selber Stelle Siebter. Auch bei den Weltmeisterschaften 2004 und 2005 erreichte er mit dem Achten und Siebten Rang gute Platzierungen. Sein letztes großes Rennen bestritt der Franzose 2006 bei den Olympischen Winterspielen von Turin, wo er den 14. Platz belegte. Cavoret war damit einer der wenigen Sportler, die zweimal an olympischen Wettbewerben im Skeletonsport teilnahmen. Zwischen 1999 und 2006 gewann Cavoret sechsmal den Titel des französischen Meisters, 1998 und 2007 gewann er Silber. Im Jahr 1997 wurde er Dritter.